# Izabela Skórzyńska
Izabela Dorota Skórzyńska – polska historyk, dr hab. nauk humanistycznych, profesor uczelni Instytutu Historii Wydziału Historii Uniwersytetu im. Adama Mickiewicza w Poznaniu.

## Życiorys
3 kwietnia 2000 obroniła pracę doktorską Historia teatru studenckiego w Poznaniu w okresie powojennym (1945-1989), 17 października 2011 habilitowała się na podstawie pracy zatytułowanej Widowiska przeszłości. Alternatywne polityki pamięci (1989-2009). Otrzymała nominację profesorską. Została zatrudniona na stanowisku adiunkta w Instytucie Historii na Wydziale Historii Uniwersytetu im. Adama Mickiewicza.
Objęła funkcję profesora uczelni w Instytucie Historii na Wydziale Historii Uniwersytetu im. Adama Mickiewicza w Poznaniu.
Autorka artykułów naukowych i książek. Współautorka, z Iwoną Chmurą-Rutkowską i Edytą Głowacką-Sobiech, publikacji  wydanej w 2015 r. pt. „Niegodne historii? O nieobecności i stereotypowych wizerunkach kobiet w świetle podręcznikowej narracji historycznej w gimnazjum”.

## Zainteresowania badawcze
Problematyka badawcza Izabeli Skórzyńskiej koncentruje się wokół tematów takich jak: kultura historyczna, w tym inscenizacje historii; widowiskowe formy pamięci przeszłości; edukacja historyczna i obywatelska w kontekście praktyk emancypacyjnych (wielokulturowość i dialog międzykulturowy).